# René de Voyer de Paulmy d'Argenson
René de Voyer de Paulmy d'Argenson (21 novembre 1596 – Venezia, 14 luglio 1651) è stato un politico francese.
Consigliere del parlamento francese (1620), fu negoziatore per la Catalogna nel 1641 ed inviato in Italia per molti anni. Dal 1651 fu ambasciatore a Venezia.